# Галь, Магда
Магда Галь (венг. Gál Magda, 1909—1990) — венгерская спортсменка, игрок в настольный теннис, многократная призёрка чемпионатов мира. По национальности — еврейка.

## Биография
Родилась в 1909 году в Сегеде в семье банкира. Принимала участие во всех чемпионатах мира с 1929 по 1938 годы, но так и не смогла пробиться к чемпионскому титулу. В 1937 году она вышла замуж за другого знаменитого венгерского игрока в настольный теннис — Тибора Хази. В 1939 году, из-за начинающейся Второй мировой войны, им пришлось бежать в США, где они и прожили всю оставшуюся жизнь.